# (378) Holmia
(378) Holmia est un astéroïde de la ceinture principale découvert par Auguste Charlois le 6 décembre 1893.
Le nom Holmia vient du nom latin de la ville de Stockholm.